# Liste der Monuments historiques in Saint-Martin-des-Champs (Seine-et-Marne)
Die Liste der Monuments historiques in Saint-Martin-des-Champs (Seine-et-Marne) führt die Monuments historiques in der französischen Gemeinde Saint-Martin-des-Champs auf.

## Liste der Bauwerke
| Bezeichnung               | Beschreibung                  | Standort       | Kennzeichnung | Schutzstatus | Datum | Bild           |
| ------------------------- | ----------------------------- | -------------- | ------------- | ------------ | ----- | -------------- |
| Ehemalige Templerkommende | Erbaut im 12./13. Jahrhundert | Coutran (Lage) | PA77000026    | Inscrit      | 2011  | weitere Bilder |

## Liste der Objekte
Zum Verständnis siehe: Kirchenausstattung
- Monuments historiques (Objekte) in Saint-Martin-des-Champs (Seine-et-Marne) in der Base Palissy des französischen Kultusministeriums